# Дайанас-Пик
Дайанас-Пик (англ. Diana's Peak) — наивысшая точка острова Святой Елены, Британской заморской территории в южной части Атлантического океана. Высота пика 823 метра, он имеет вулканическое происхождение.
Окрестности пика, общей площадью 81 гектар, в марте 1996 года были объявлены национальным парком, в котором произрастают множество видов папоротников.
Пик расположен на стыке трёх округов острова: Сэнди Бэй (юго-запад), Лэвелвуд (восток), Лонгвуд (север). Ближайшими населёнными пунктами являются Бамбухедж (англ. Bamboo Hedge) в округе Сэнди Бэй, Хутсгейт (англ. Hutt's Gate) в округе Лонгвуд и Лэвелвуд-Вилидж (англ. Levelwood Village).
Дайанас-Пик является частью узкой и короткой горной гряды, расположенной в центре острова. Кроме Дайанас-Пик, тут также находятся гора «Актеон» и Каклдс-Поинт (англ. Cuckhold's Point).

## Название
На португальских картах XVII века пик уже называется «Пико-де-Диана» (порт. Pico de Diana). Таким образом, название «Пик Дианы» принято датировать временем португальского владения острова.
Свои названия два находящихся по соседству пика получили из древнегреческого мифа. Согласно Римской мифологии, Актеон подглядывал за богиней-девственницей Дианой во время купания. Разгневанная богиня превратила вуайериста в оленя, которого убили собственные друзья Актеона.
Разгневанная богиня плеснула на голову Актеона пригоршню воды и сказала:
— А теперь иди. И если сможешь, похвались, что видел купающуюся Артемиду.

Актеон дотронулся до головы и почувствовал, что на затылке у него выросли рога. Тронул лицо — а оно превратилось в оленью морду. Уши и шея удлинились, руки вытянулись в тонкие ноги с копытцами. Он подбежал к берегу реки и увидел в ней отражение оленя, в которого превратился. Он бросился бежать, чтобы найти товарищей и поведать о своем несчастье. Но собаки, не узнав хозяина, бросились на Актеона. Друзья выпустили смертоносные стрелы. Возвращались они домой радостные от удачной охоты. И не догадывались, что несли на плечах не окровавленную тушу лесного зверя, а собственного друга.
Так и стоит по сей день «Пик Дианы» и «подглядывающий» за ней соседний «Пик Актеон».

## Путаница
Названия всех трёх находящихся рядом вершин спутаны в различных источниках. В документе, опубликованным Национальным фондом острова Святой Елены говорится:

«Названия трёх пиков на различных картах записывались по-разному в течение долгого времени, что до сих пор вызывает определенные споры.»".
Оригинальный текст (англ.)“The names of the three peaks have been recorded differently on various maps over time, which has and still is causing some controversy.”

Некоторые источники, подтверждающие одну из версий:
C запада, Каклдс — Дайанас-Пик — Актеон:
- 1825—1836 Тригонометрический обзор острова Святой Елены, Джордж У. Меллис.
- 1984 Книга и несколько отдельно опубликованных работ Квентина Кронка[исп.] (исследователя острова Святой Елены).
- 1996 Путеводитель национального парка.
- 1996 План управления национальным парком острова Святой Елены на 1996—2001 годы, Дуг Смит и Ник Уильямс, департамент сельского и лесного хозяйства.
- 2000 Книга Филиппа Эшмола[англ.] «Острова Святой Елены и Вознесения: Естественная история» Филиппа Эшмола (проблема объясняется на странице 125). ISBN 0904614611
- Вся информация и знаки в национальном парке, установленные в течение последнего десятилетия.
- Эта последовательность используется теми, кто работает на пиках.

С запада, Актеон — Дайанас-Пик — Каклдс:
- 1850 Карта королевской артиллерии
- 1852 Карта плантаторов острова Святой Елены
- 1872 Карта королевских инженеров
- 1990 Текущее издание топографической карты

В своем путеводителе «Изучение Святой Елены: Руководство путешественника», Мэтисон пишет:

«Названия трёх пиков являются предметом одного из наиболее необыкновенных и долгих споров на острове Святой Елены … но к соглашению как же всё таки правильно, вероятно, никогда не придут».
Оригинальный текст (англ.)“The names of the three peaks are the subject of one of St. Helena’s more extraordinary and longrunning controversies ... but as to which is ‘correct’ there will probably never be agreement.”

## Природные особенности

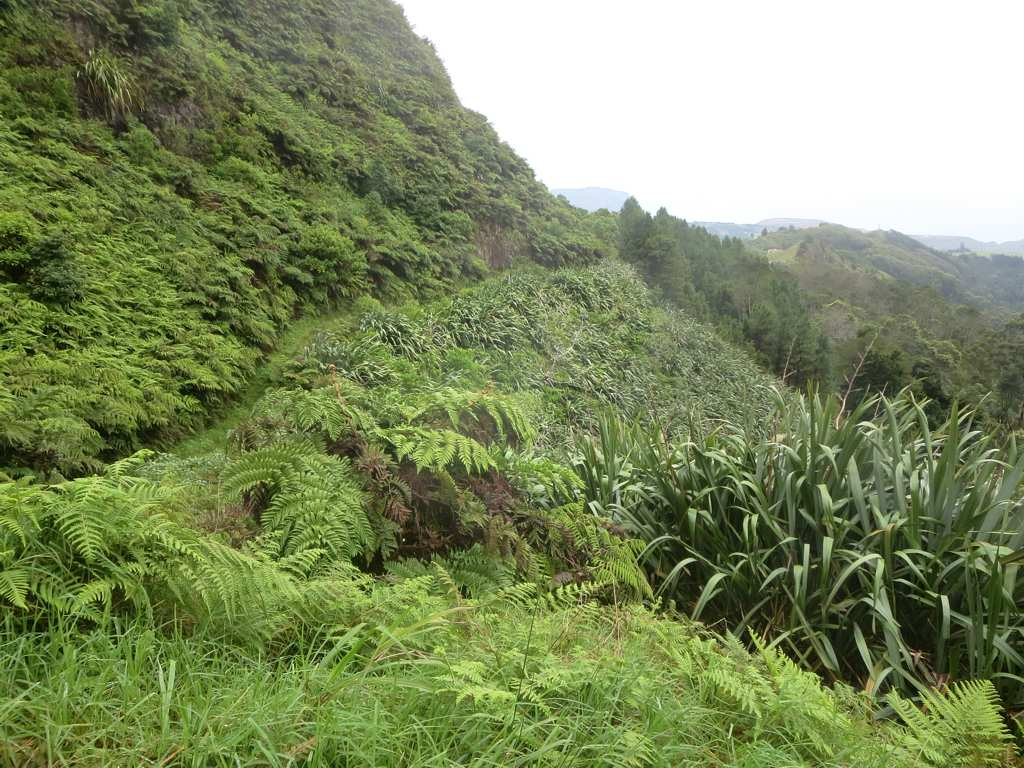
Тропа на пик Дианы в окружении папоротников и льна (Национальный парк на острове Святой Елены).

Дайанас-Пик расположен в национальном парке острова Святой Елены. Доминирующим пейзажем тут являются древовидные папоротники и чёрные капустные деревья. Они образуют своеобразный навес, блокирующий солнечный свет. Это, в свою очередь, это обеспечивает микроклимат для мхов и лишайников, папоротников на уровне земли и других кустарников и цветов, а также, для сотен видов насекомых.
Склоны пика Дианы прежде всего являются площадкой для естественного животного мира. Из 393 видов беспозвоночных, которые были зарегистрированы на горной гряде, 217 существуют только на острове Святой Елены. Эти 217 эндемичных видов представляют более половины от общего числа видов в рамках всего острова.

## Треккинг

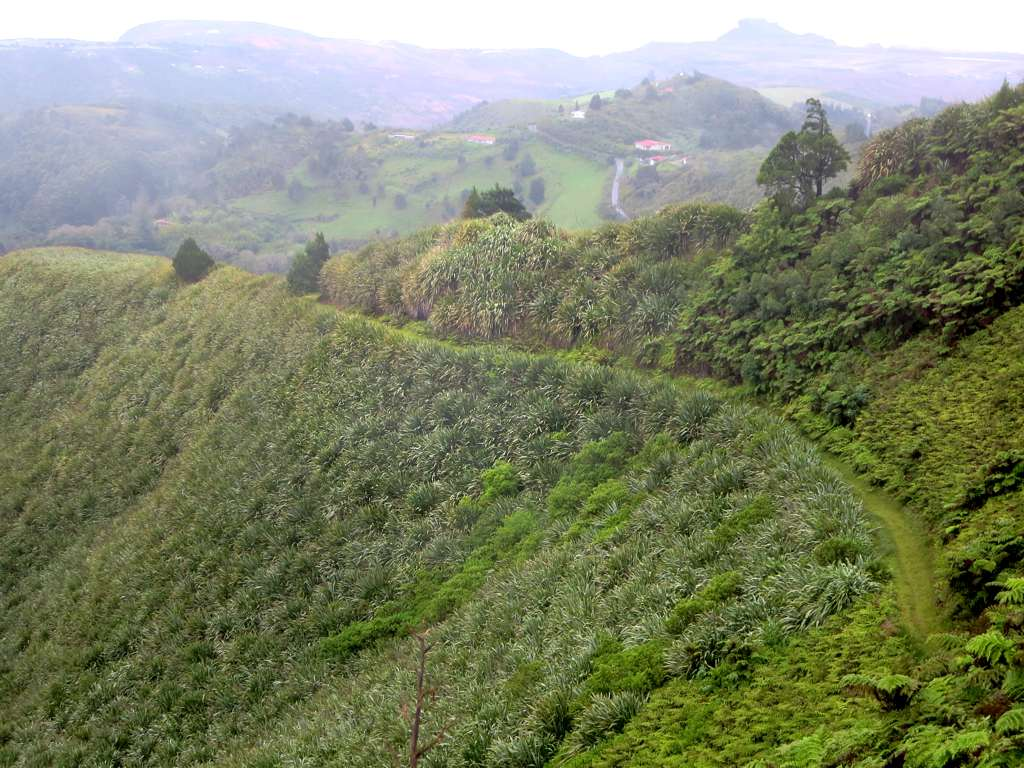
Треккинговая тропа на Пик Дианы

В ясный день с пика Дианы открывается вид на весь остров Святой Елены. Трек не сложный, но иногда может быть скользким.
Начало трека имеет ясную маркировку. Он проходит через все три пика на хребте. Первым достигается пик Актеон, с Норфолкской сосной на вершине. После Актеона происходит небольшой сброс высоты, после чего тропа идёт вверх до достижения самого пика Дианы. Это часть тропического леса острова и имеет много эндемичных растений и насекомых. От пика Дианы тропа продолжается до третьего пика вдоль хребта, Каклдс Поинт (англ. Cuckhold's Point). Далее путь идёт вниз через заросли древовидных папоротниковых деревьев.
Длительность трека составляет 2-3 часа.